# Castelo de La Chapelle-Faucher
O Château de La Chapelle-Faucher é um castelo em La Chapelle-Faucher, Dordogne, Aquitaine, na França .